# Сорока Роман Ігорович
Рома́н І́горович Соро́ка (16 серпня 1977 , Вороняки, Львівська область  — 27 травня 2024 , Харківська область ) — український футболіст, захисник.

## Біографія
Народився на Львівщині. У 2000 році провів перший матч у професійному футболі, у складі команди «Тернопіль-Нива-2», що виступала у другій лізі чемпіонату України. У 2001 році став залучатися до ігор першої команди клубу — тернопільської «Ниви». У вищій лізі дебютував 21 квітня 2001 року, після першого тайму вийшовши на заміну замість Ігоря Сушки у виїзному матчі проти київського «Динамо». Загалом у складі тернополян з'явився на полі у трьох іграх. За підсумками сезону 2000/01 «Нива» вилетіла з вищої ліги та Сорока більше за команду не виступав. У 2008 році гравець провів кілька матчів за золочівський «Сокіл» в аматорському чемпіонаті України. Завершивши кар'єру, футболіст деякий час жив та працював у Німеччині.

### Служба і смерть
З початком російського вторгнення в Україну, Роман Сорока повернувся на батьківщину і вже в березні 2022 року призваний на службу до Збройних сил України. Загинув у травні 2024 року при виконанні бойового завдання під час боїв у Харківській області. Похований у рідному селі